# 茶臼山古墳 (吉見町)
茶臼山古墳（ちゃうすやまこふん）は、埼玉県吉見町の茶臼山古墳群内にある方墳である。2段築成の墳丘をもつ。墳頂から南に向かって大きな穴が開けられているが、主体部は確認されていない。明治初期に村民が、1930年(昭和5年)に遠山荒次が発掘しているが、遺物は発見されていない。そのことから古墳ではないという説もある。吉見丘陵最後の古墳で、7世紀中頃の築造と考えられる。
1976年（昭和51年）10月1日、埼玉県選定重要遺跡に選定された。